# Barão de Urgeira

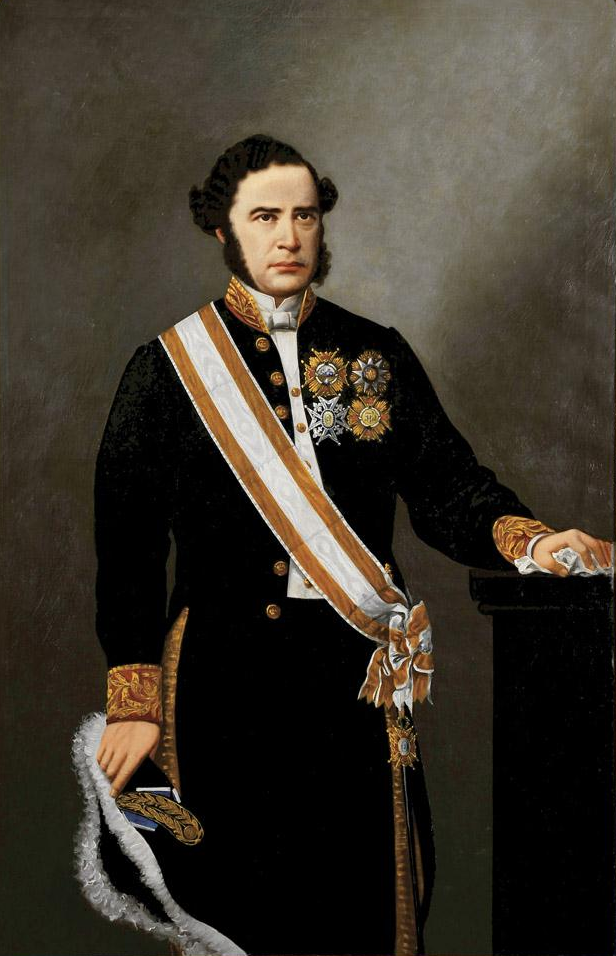
Manuel José Leite Ribeiro e Silva, 1.º Barão de Urgeira

O título de Barão de Urgeira foi criado por decreto de 4 de Janeiro de 1877 do rei D. Luís I de Portugal a favor de Manuel José Leite Ribeiro e Silva

## Titulares
1. Manuel José Leite Ribeiro e Silva, 1.º Barão de Urgeira
- Fidalgo Cavaleiro da Casa Real.
- Comendador da Ordem de Nossa Senhora da Conceição de Vila Viçosa.
- Comendador da Ordem de D. Carlos III de Espanha.
- Grã-Cruz de Isabel a Católica.
- Provedor da Santa Casa da Misericórdia.
- Deputado em várias legislaturas.
- Grande proprietário. etc.

2. Bento Leite Ribeiro da Silva, 2.º Barão de Urgeira, por decreto de  19 de Junho de 1884 do rei D. Luís I de Portugal
- Fidalgo Cavaleiro da Casa Real.
- Comendador da Ordem de Isabel a Católica de Espanha.
- Primeiro-oficial do Quadro das Alfandegas.
- Abastado proprietário e Capitalista, etc.

3. Álvaro António Teixeira Leite Ribeiro, 3.º barão de Urgeira, por autorização de El-Rei D. Manuel II de Portugal.
4. Bento José da Câmara Pereira Leite Ribeiro, 4.º barão de Urgeira, por alvará do Conselho de Nobreza de 24 de Março de 1978..